# Zastawki (województwo lubelskie)
Zastawki – wieś w Polsce, położona w województwie lubelskim, w powiecie opolskim, w gminie Chodel.
W latach 1975–1998 wieś należała administracyjnie do ówczesnego województwa lubelskiego.
Wieś stanowi sołectwo w gminie Chodel. Według Narodowego Spisu Powszechnego 2011 wieś liczyła 126 mieszkańców.
Wierni Kościoła rzymskokatolickiego należą do parafii Trójcy Świętej i Narodzenia Najświętszej Maryi Panny w Chodlu.

## Części wsi
| SIMC    | Nazwa       | Rodzaj    |
| ------- | ----------- | --------- |
| 0380178 | Kożuchówka  | część wsi |
| 0380184 | Ostra Górka | część wsi |

Kożuchówka do 31 marca 1929 należała do gminy Godów w powiecie puławskim.

## Historia
Wieś nie posiada długiej historii, prawdopodobnie powstała na przełomie wieków XIX i XX. Wyszczególniona w spisie powszechnym z roku 1921.  Zastawki w gminie Chodel posiadały wówczas 24 domy i 139 mieszkańców.